# Реті
Ре́ті (ест. Reti küla) — село в Естонії, у волості Тирва повіту Валґамаа.

## Населення
Чисельність населення на 31 грудня 2011 року становила 54 особи.

## Історія
До 21 жовтня 2017 року село входило до складу волості Пидрала.